# Szegélyeslapbogár-félék
A szegélyeslapbogár-félék (Laemophloeidae) a rovarok (Insecta) osztályában a bogarak (Coleoptera) rendjébe, azon belül a mindenevő bogarak (Polyphaga) alrendjébe tartozó család.

## Magyarországon előforduló fajok
A Magyarországon is előforduló fajok a következőek (a lista nem feltétlenül teljes):
Laemophloeinae alcsalád (Ganglbauer, 1899)
Lathropus (Erichson, 1845)
Lathropus sepicola (P.W. J. Müller, 1821)
Laemophloeus (Dejean, 1835)
Laemophloeus kraussi (Ganglbauer, 1897)
Laemophloeus monilis (Fabricius, 1787)
Laemophloeus muticus (Fabricius, 1781)
Notolaemus (Lefkovitch, 1959)
Notolaemus castaneus (Erichson, 1845)
Notolaemus unifasciatus (Latreille, 1804)
Cryptolestes (Ganglbauer, 1899)
Cryptolestes capensis (Waltl, 1834)
Cryptolestes corticinus (Erichson, 1845)
Cryptolestes duplicatus (Waltl, 1839)
Cryptolestes ferrugineus (Stephens, 1831)
Cryptolestes pusilloides (Steel & Howe, 1952)
Cryptolestes pusillus (Schönherr, 1817)
Cryptolestes turcicus (A. Grouvelle, 1876)
Placonotus (Mac Leay, 1871)
Placonotus testaceus (Fabricius, 1787)
Leptophloeus (Casey, 1916)
Cryptolestes alternans (Erichson, 1846)
Cryptolestes clematidis (Erichson, 1846)
Cryptolestes hypobori (Perris, 1855)

## A taxon az irodalomban
- A nagyfoltú szegélyeslapbogár egy hím példánya érintőlegesen említve szerepel Kőhalmi Zoltán magyar humorista első, A férfi, aki megølt egy férfit, aki megølt egy férfit című regényében (a harmadik rész 8. fejezetében), mint a Lotte és Kristoffer című, fiktív gyerekkönyvsorozat egyik, Kasper nevű mellékszereplője.

## Fordítás
- Ez a szócikk részben vagy egészben  a   Kjølflatbiller című norvég Wikipédia-szócikk fordításán alapul.  Az eredeti cikk szerkesztőit annak laptörténete sorolja fel. Ez a jelzés csupán a megfogalmazás eredetét és a szerzői jogokat jelzi, nem szolgál a cikkben szereplő információk forrásmegjelöléseként.